# Rovereto (stacja kolejowa)
Rovereto (wł. Stazione di Rovereto) – stacja kolejowa w Rovereto, w prowincji Trydent, w regionie Trydent-Górna Adyga, we Włoszech. Jest stacją węzłową na linii Mediolan – Wenecja i Lecco – Brescia.
Infrastruktura kolejowa jest zarządzana przez Rete Ferroviaria Italiana (RFI), podczas gdy budynkiem dworcowym zarządza Centostazioni. Według klasyfikacji RFI ma kategorię złotą.

## Historia
Stacja została otwarta 23 marca 1859 wraz z otwarciem odcinka Trydent – Ala Kolei Brennerskiej.
Korzystanie z dworca, jak i całej linii kolejowej, zostało przydzielone Südbahngesellschaft, która obsługiwała ją aż do końca I wojny światowej, kiedy to w wyniku traktatu z Saint-Germain Trydent został przydzielony Włochom. Wówczas operatorem linii i stacji stało się Ferrovie dello Stato.
W latach 1925–1936 była stacją końcową linii z Arco i Riva.